# Escuta, formosa Márcia
Escuta, formosa Márcia (lit. ‘Escolta, bonica Márcia’) és una novel·la gràfica de Marcello Quintanilha, publicada en portuguès brasiler l'any 2021.
L'obra aborda la realitat social -i política- del Brasil actual. El llibre és protagonitzat per la Márcia, una infermera i mare soltera d'una rebel adolescent, la Jaqueline. Viuen amb l'Aluísio, el company de la Màrcia, en una favela a l'estat de Rio de Janeiro. Tracten de vèncer la precarietat mentre eduquen la jove, qui es veu involucrada amb una banda de delinqüents locals. Barreja el drama costumista amb el thriller criminal, salpicat amb pinzellades de l'humor punyent característic de l'autor.
El disseny gràfic, tot digital, destaca per la paleta de colors escollida per Quintanilha, en tonalitats roses, liles i morats. El títol del còmic és el mateix d'una cançó tradicional brasilera, una modinha del segle xix, que en el transcurs de la història actuarà de catarsi per la infermera.

## Premis

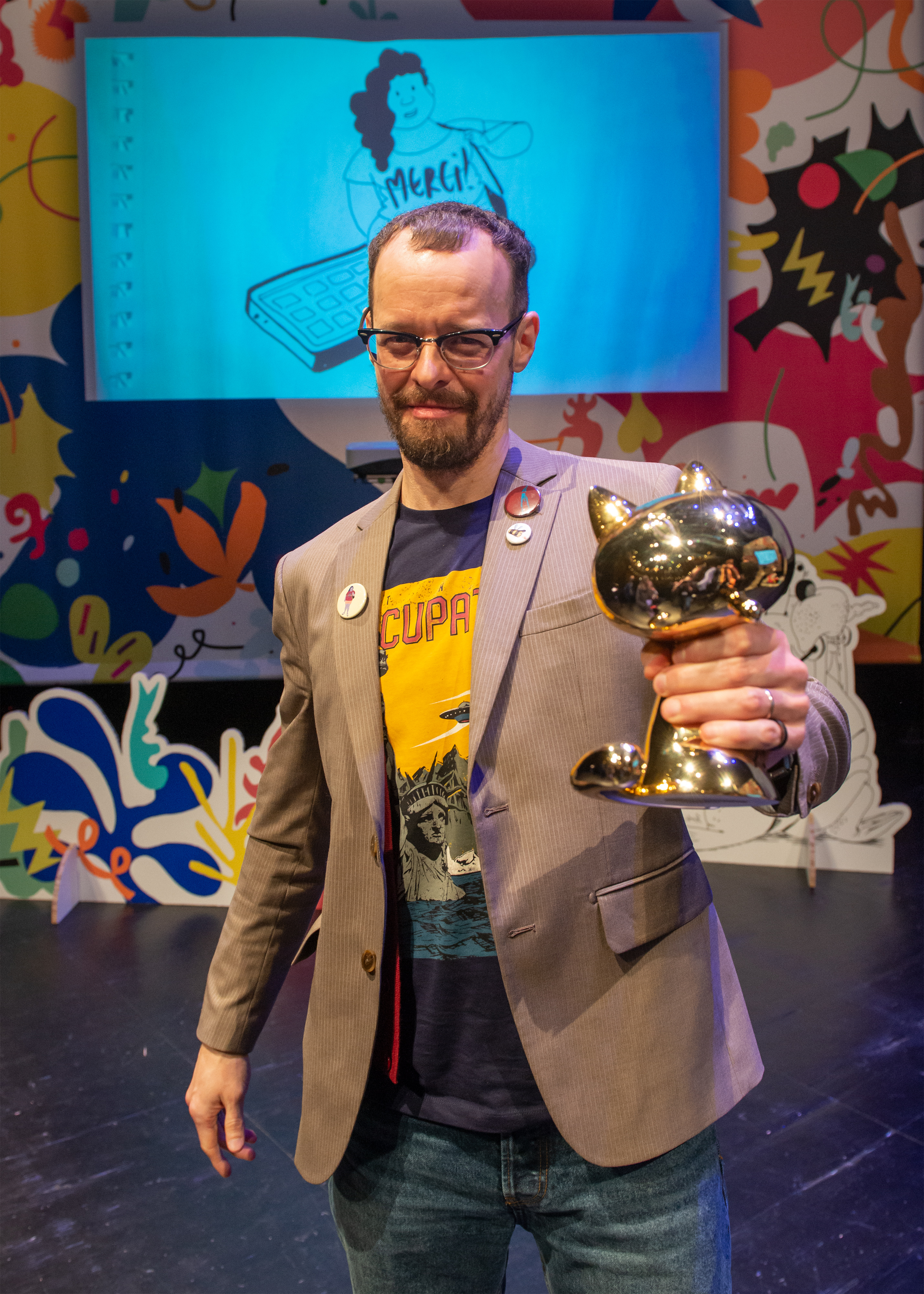
Marcello Quintanilha posant amb el Fauve d'Or de 2022 obtingut per Escuta, formosa Márcia.

Al Brasil, Escuta, formosa Márcia va endur-se el Premi Jabuti al millor còmic brasiler i l'HQ Mix al millor guionista. La collita a Europa va ser també força significativa, amb el Premi Fauve d'Or al Millor álbum del Festival del Còmic d'Angulema i el premi a la Millor obra estrangera en la 41a edició del Comic Barcelona.

## Traduccions
- Écoute, jolie Márcia (en francès). Traducció: Nédellec, Dominique.  Bussy-Saint-Georges: Ça et là, 2021. ISBN 978-2-36990-295-9.
- Escucha, hermosa Márcia (en castellà). Traducció: Vaquero, Mercedes.  Bilbao: Astiberri, 2022. ISBN 978-84-18909-57-3.
- Ascolta, bellissima Márcia (en italià). Traducció: Francavilla, Roberto; Manzato, Elena.  Roma: Coconino Press, 2022. ISBN 978-88-7618-624-0.
- Luister, mooie Márcia (en neerlandès). Traducció: van Oudheusden, Arend-Jan.  Amsterdam: Concerto Books, 2022. ISBN 978-94-93109-59-9.
- Hör nur, schöne Márcia (en alemany). Traducció: Hübner, Lea. Erste Auflage.  Berlín: Reprodukt, 2023. ISBN 978-3-95640-363-7.
- Listen, beautiful Márcia (en anglès). Traducció: Rosenberg, Andrea.  Fantagraphics, 2023. ISBN 1-68396-777-1.